# Chodźki (rejon smorgoński)
Chodźki – dawny folwark. Tereny, na których był położony, leżą obecnie na Białorusi, w obwodzie grodzieńskim, w rejonie smorgońskim, w sielsowiecie Krewo.
Dawniej używana nazwa – Chodźkowszczyzna.

## Historia
W czasach zaborów folwark w gminie Krewo, w powiecie oszmiańskim, w guberni wileńskiej Imperium Rosyjskiego. W 1905 roku liczył 6 mieszkańców, 94 dziesięcin. Własność Łokucijewskiego.
W latach 1921–1945 folwark leżał w Polsce, w województwie wileńskim, w powiecie oszmiańskim, w gminie Krewo.
W 1931 w 2 domach zamieszkiwało 14 osób.
Wierni należeli do parafii rzymskokatolickiej w Krewie. Miejscowość podlegała pod Sąd Grodzki w Smorgoniach i Okręgowy w Wilnie; właściwy urząd pocztowy mieścił się w Krewie.